# Hahnenfußähnlicher Wassernabel
Der Hahnenfußähnliche Wassernabel (Hydrocotyle ranunculoides), auch Großer Wassernabel, ist eine Pflanzenart aus der Gattung Wassernabel (Hydrocotyle) innerhalb der Familie der Araliengewächse (Araliaceae).

## Beschreibung

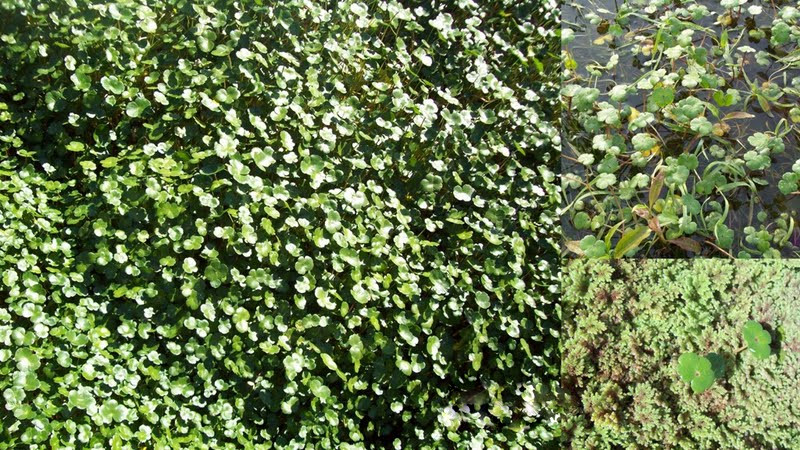
Habitus im Habitat

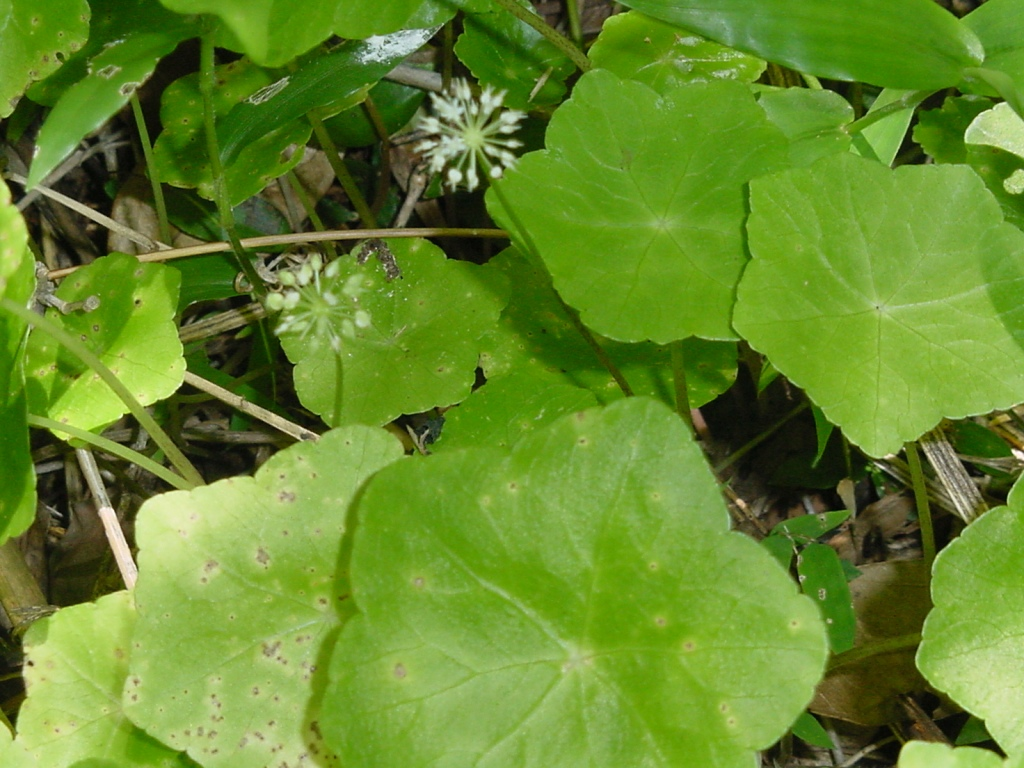
Hahnenfußähnlicher Wassernabel (Hydrocotyle ranunculoides), mit Blüten

### Vegetative Merkmale
Der Hahnenfußähnliche Wassernabel ist eine ausdauernde, krautige Pflanze, die Wuchshöhen von 20 bis 35 Zentimetern erreicht. Seine Stängel sind kriechend oder im Wasser flutend; sie wurzeln an den Knoten. Die Laubblätter sind in Blattstiel und Blattspreite gegliedert. Der Blattstiel ist 2 bis 3 Millimeter dick und fleischig und bis zu 35 Zentimeter lang. Die Blattspreite ist nierenförmig bis fast kreisrund und am Grunde – im Gegensatz zum Gewöhnlichen Wassernabel (Hydrocotyle vulgaris) – mit einer tiefen Bucht versehen. Der Blattrand ist gekerbt bis gelappt.

### Generative Merkmale
Die Blütezeit liegt zwischen August und Oktober. Der Blütenstandsschaft ist viel kürzer als die Blattstiele. Der einfache, doldige Blütenstand enthält fünf bis zehn Blüten. Die Frucht ist 2 Millimeter lang und 3 Millimeter breit, ihre Rippen treten nicht hervor.

### Chromosomenzahl
Die Chromosomenzahl beträgt 2n = 48.

## Vorkommen
Das Verbreitungsgebiet des Hahnenfußähnliche Wassernabel liegt im tropischen Afrika, auf der Arabischen Halbinsel im Jemen und in Nord- und Südamerika.
Er ist aber in Europa vielleicht einheimisch und kommt in Sizilien und Sardinien vor. In Mitteleuropa beginnt er sich auszubreiten. Der Hahnenfußähnliche Wassernabel wächst meist an Wassergräben und Flüssen.
Die Art breitet sich am Wasserrand stiller und langsam fließender Gewässer aus, wo sie einheimische Wasserpflanzen verdrängen kann. Bei dichtem Bewuchs kommt es zudem zu Sauerstoffmangel.
Der Hahnenfußähnliche Wassernabel ist 2016 in die „Liste der unerwünschten Spezies“ für die Europäische Union aufgenommen worden. In der Schweiz wurde er in die Schwarze Liste der invasiven Neophyten aufgenommen und der Freisetzungsverordnung unterstellt. In Großbritannien wurde im Frühjahr 2022 der südamerikanische Rüsselkäfer Listronotus elongatus ausgesetzt, um die Pflanze zu bekämpfen, ein Vorgehen, das als sehr problematisch angesehen wird.

## Wirtschaftliche Kosten
Der Hahnenfußähnliche Wassernabel wird in einer Studie des Leibniz-Instituts für Gewässerökologie und Binnenfischerei (IGB) und des Institute for Global Food Security der irischen Queen’s University Belfast auf Platz 8 der kostenintensivsten invasiven Wasserpflanzen gelistet. Weitere besonders hohe wirtschaftliche Kosten verursachende Arten sind in absteigender Reihenfolge die Dickstielige Wasserhyazinthe (Pontederia crassipes), der Gewöhnliche Blutweiderich (Lythrum salicaria), die Grundnessel (Hydrilla verticillata), das Salzschilfgras (Sporobolus cynosuroides), das Alligatorkraut (Alternanthera philoxeroides), die Grünalgenart Caulerpa taxifolia, das Englische Schlickgras (Sporobolus alterniflorus), die Kanadische Wasserpest (Elodea canadensis) und der Große Algenfarn (Azolla filiculoides). Insgesamt wurde der weltweite wirtschaftliche Schaden durch invasive Wasserpflanzen für den Zeitraum von 1975 bis 2020 auf mehr als 32 Milliarden US-Dollar summiert.

## Kultur
Die Pflanze lässt sich als Paludarien- und Teichrandpflanze verwenden, als Aquarienpflanze ist sie weniger geeignet.

## Taxonomie
Die Erstveröffentlichung von Hydrocotyle ranunculoides erfolgte durch Carl von Linné dem Jüngeren. Synonyme für Hydrocotyle ranunculoides L. f. sind: Hydrocotyle adoensis Hochst., Hydrocotyle americana Walter, Hydrocotyle batrachioides DC., Hydrocotyle cymbalarifolia Muhl., Hydrocotyle natans Cirillo, Hydrocotyle nutans G.Don ex Loudon.